# Червоная Заря (Сумская область)
Червоная Заря (укр. Червона Зоря) — село, Улановский сельский совет, Глуховский район, Сумская область, Украина.
Код КОАТУУ — 5921588606. Население по переписи 2001 года составляло 4 человека .

## Географическое положение
Село Червоная Заря находится на левом берегу реки Клевень,
выше по течению на расстоянии в 1 км расположено село Бобылевка,
ниже по течению на расстоянии в 3 км расположено село Сидоровка,
на противоположном берегу — село Добрый Крестьянин (Курская область).
По реке проходит граница с Россией.